# Zímnik
Zímnik (en rus: Зимник) és un poble del krai de Krasnoiarsk, a Rússia, segons el cens del 2010 tenia 239 habitants. Pertany al districte municipal d'Àban.